# Eugène Verdier
Louis Eugène Jules Verdier, né en 1827 à Neuilly-sur-Seine et mort le 12 mars 1902 à Paris, est un obtenteur français de roses, glaïeuls, pivoines et autres fleurs, horticulteur et pépiniériste. Il marqua son époque par l'obtention de nombreuses variétés de rosiers, notamment d'hybrides remontants.

## Biographie
Eugène Verdier est le fils aîné du fameux horticulteur parisien Victor Verdier (1803-1878) et le frère de Charles Verdier, également horticulteur. Après avoir été formé chez son père, il ouvre sa propre affaire en 1847 et se fait d'abord surtout connaître par ses roses et ses camélias. Dans les années 1860, son négoce est installé 3 rue Dunois. Il obtient 222 variétés nouvelles de roses dont certaines sont toujours présentes avec succès dans les catalogues internationaux ; mais un grand nombre ont disparu. Ses grands succès sont au début 'Prince Camille de Rohan' (1861), 'Madame Charles Wood', puis 'Duchesse de Morny', ou 'Madame Victor Verdier' (1863) qui suscita un engouement considérable. Les hybrides remontants 'Baronne de Medem' (1876), 'Duc de Chartres' (1876) ou 'Souvenir de Laffay' (1878), 'Madame Eugénie Frémy' (1884) figurent encore dans les collections étrangères. L'hybride remontant 'Ferdinand de Lesseps' a été créé pour l'inauguration du canal de Suez. Ses rosiers mousseux 'James Mitchell' (1861), 'James Veitch' (1864) et 'Eugène Verdier' (1872) sont toujours commercialisés aujourd'hui. Sa dernière obtention est en 1894 l'hybride remontant 'Souvenir de Charles Verdier', dédié à feu son frère.
Dans les dernières années de sa vie, il souffre de cécité provoquant son inactivité et son confinement. Il meurt à 75 ans à son domicile parisien du 37 rue Clisson. Après sa mort, une grande partie de sa collection est acquise par Auguste Dessert et une autre par Méchin. Les locaux sont détruits pour permettre une opération immobilière.
Son épouse morte d'une longue maladie huit ans auparavant s'est vue dédier plusieurs fleurs dont les roses 'Madame Eugène Verdier' (Guillot), hybride remontant, 1859, de couleur rose), 'Madame Eugène Verdier' (Verdier, hybride remontant, 1875, de couleur rose), 'Madame Eugène Verdier' (Levet, rosier thé, 1882, de couleur jaune) et les roses 'Souvenir de Madame Eugène Verdier' (Pernet-Ducher, hybride de thé, 1894, de couleur jaune pâle), 'Souvenir de Madame Eugène Verdier' (Joubert, hybride remontant, 1894, rose argenté).

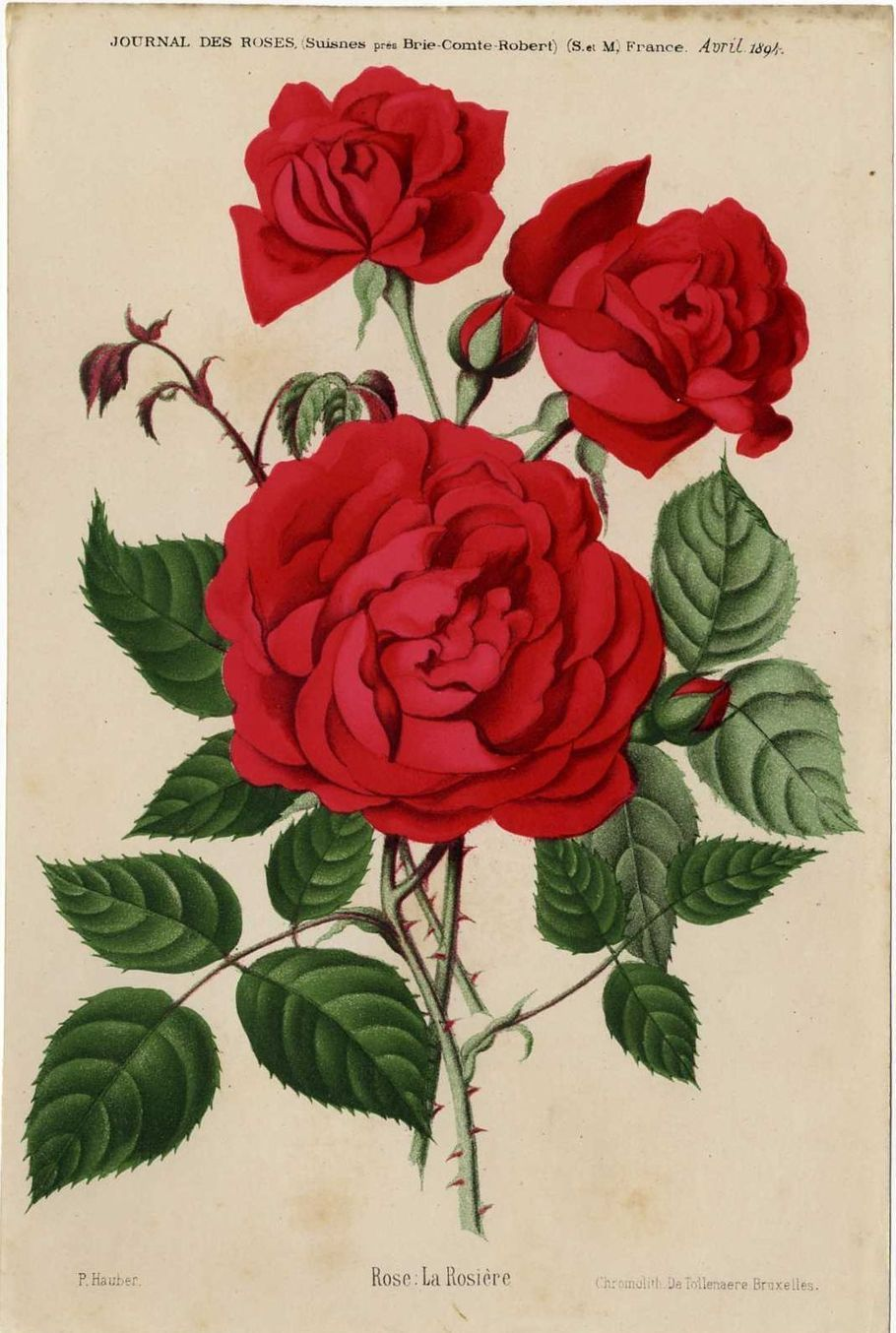
'Prince Camille de Rohan' (1861)
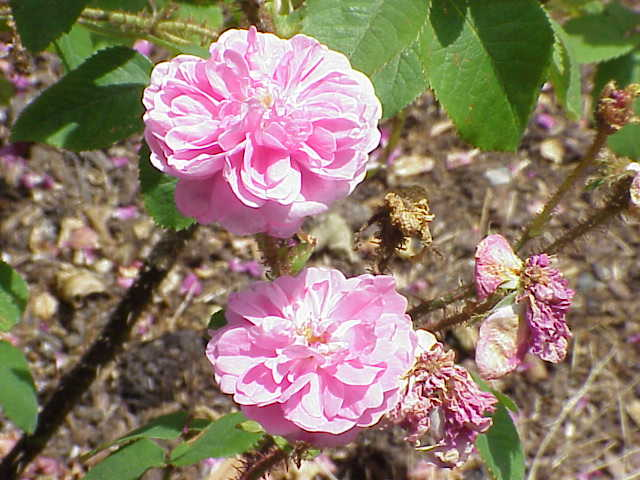
'James Mitchell' (1861)
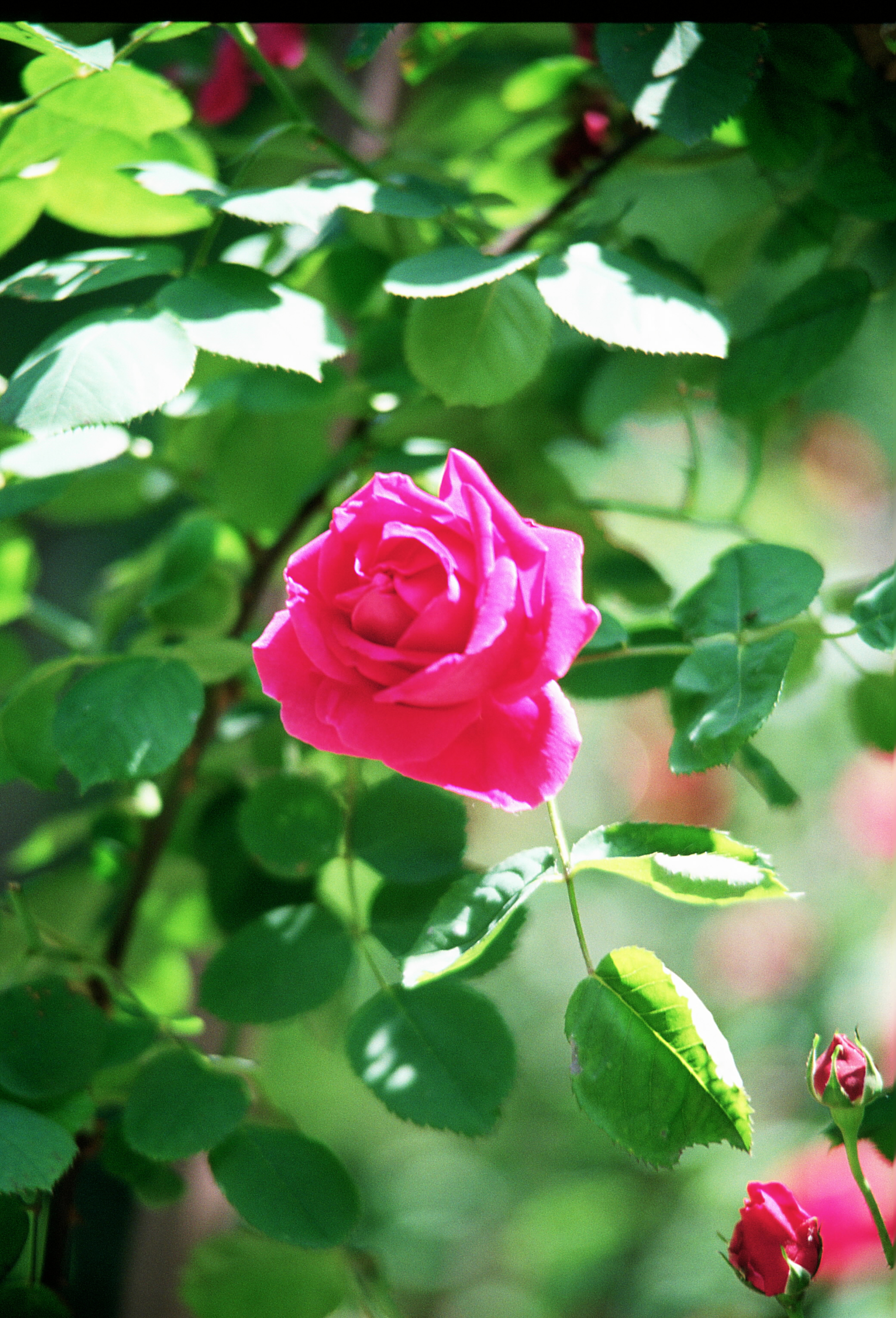
'Docteur Andry' (1864)
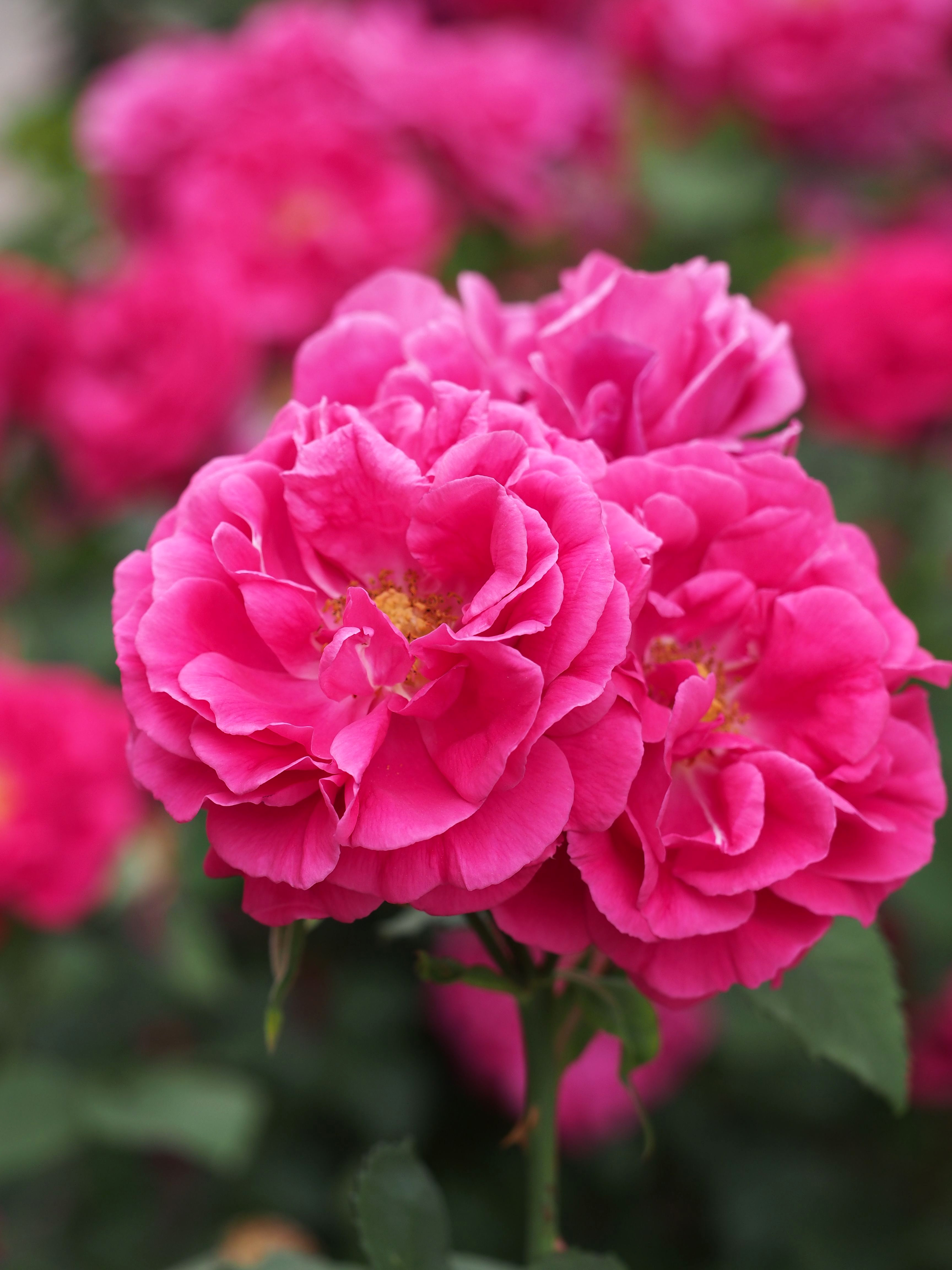
'Ferdinand de Lesseps, (1869)
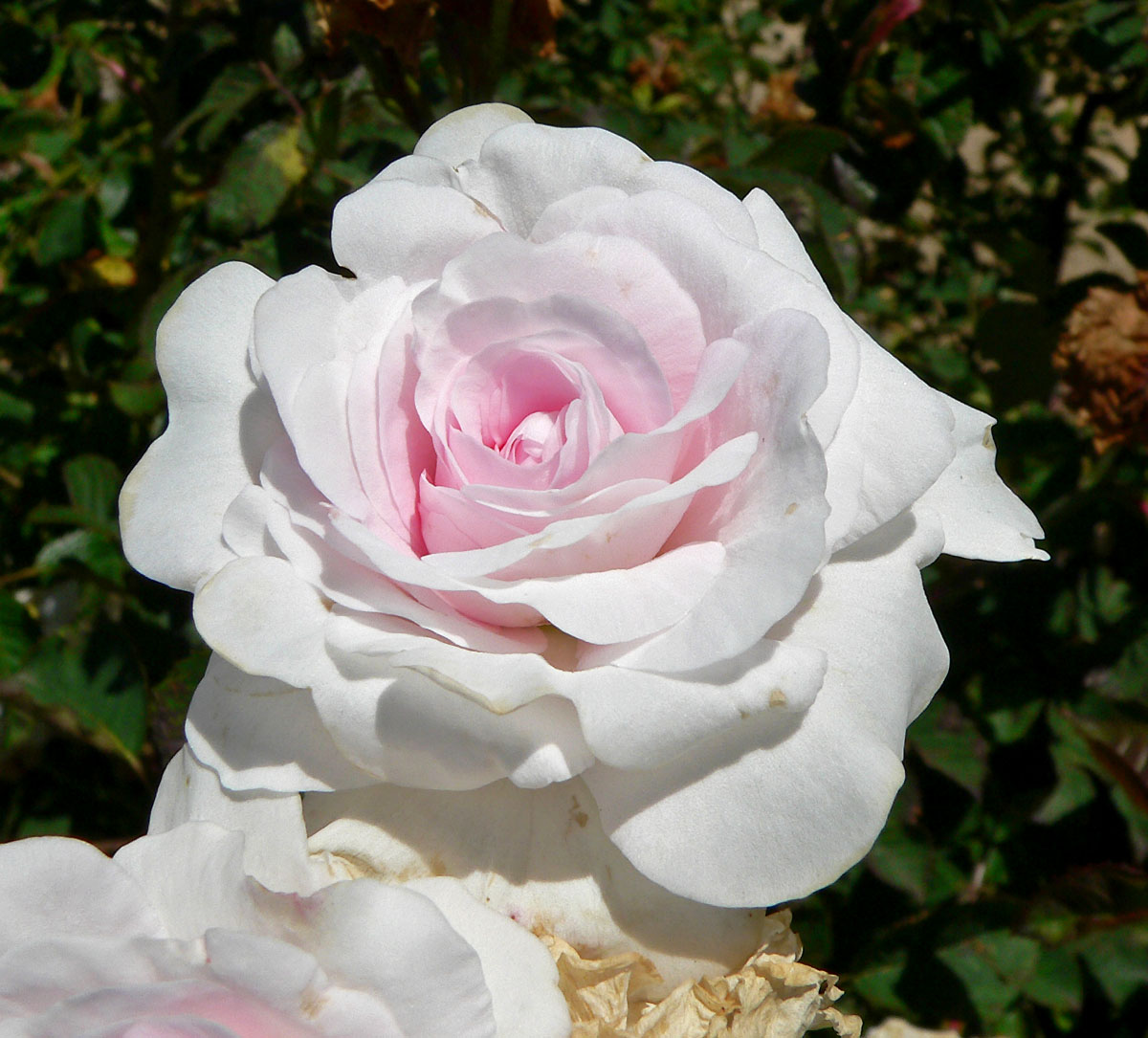
'Pompon Blanc Parfait' (1876)
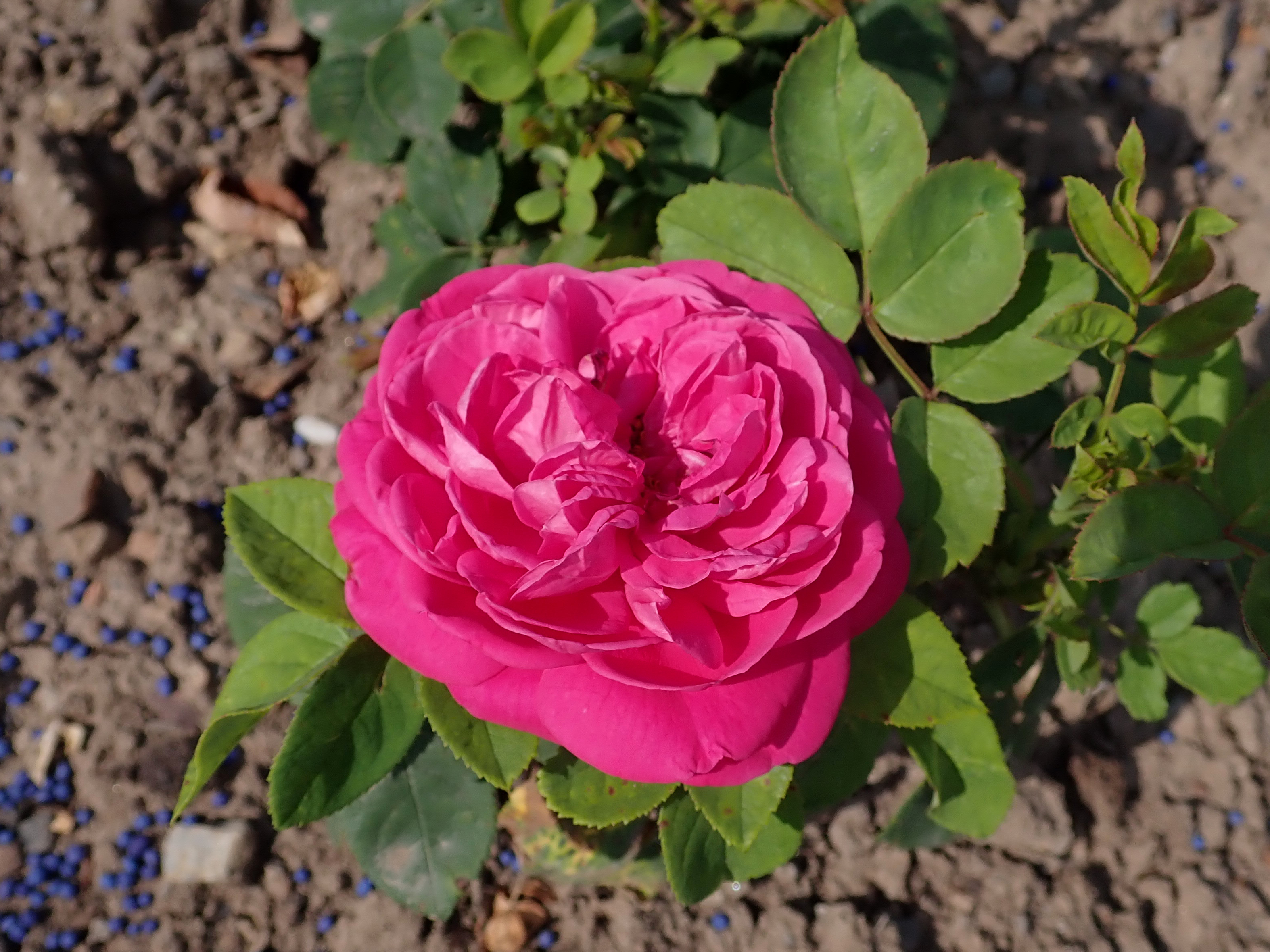
'Jules Barigny' (1886)
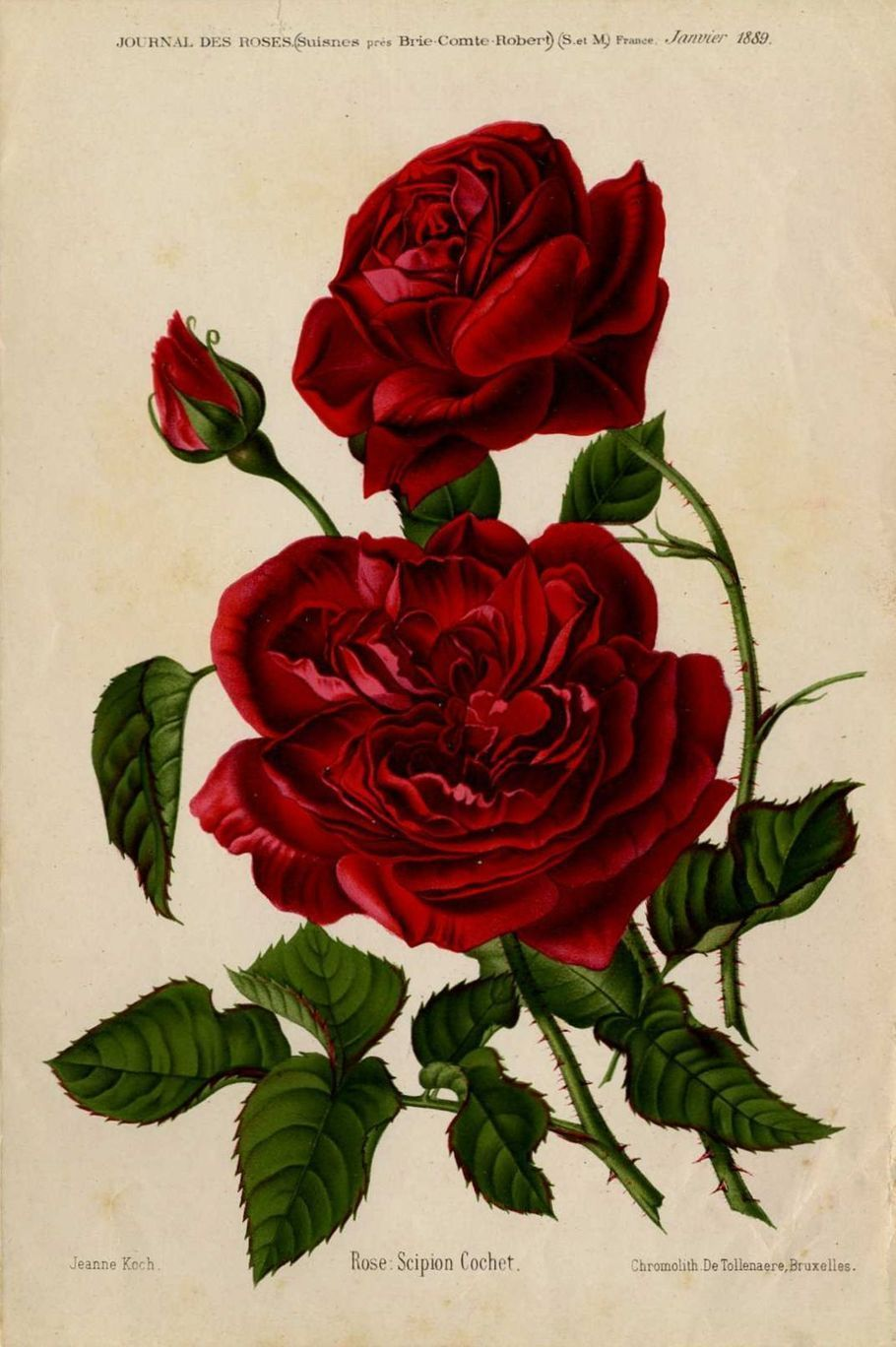
'Scipion Cochet' (1887)

## Hommages
- Guillot lui dédie une rose du nom d' 'Eugène Verdier' (hybride remontant de couleur mauve) en 1863[13].
- Une pivoine lactiflora rose pâle lui est dédiée sous le nom d' 'Eugène Verdier' en 1864 par Calot[14].
- Une pivoine arbustive suffruticosa double de couleur rose groseille lui est dédiée par Sénéclauze sous le nom d' 'Eugène Verdier'[15] en 1889[16].